# 共産党
共産党（きょうさんとう、英語: Communist party、ロシア語: Коммунистическая партия）は、共産主義を提唱する政党。名称が「共産党」ではない政党を含む場合もある。共産党に参加している者は共産党員と呼ぶ。

## 概要
多くはカール・マルクス、フリードリヒ・エンゲルス、ウラジーミル・レーニンらの学説を理論的基礎とする。またその多くはレーニン主義の原則として、対外的には前衛党理論を、党内の組織論では民主集中制を掲げるが、その実質的内容は各国共産党間で相違がある。
共産圏では、国政獲得後に共産党による一党独裁体制を敷いているところが多い。非共産圏でもサンマリノ共和国やキプロスやネパール、モルドバ、ブラジルなどでは、共産党が国政に連立与党として参画した後も民主制を維持した。

### ユーロコミュニズム
1970年代以降のフランス、イタリア、スペインといった西側諸国の共産党は「ユーロコミュニズム」を掲げ、ソ連共産党と距離をおき、暴力革命・プロレタリア独裁・民主集中制・分派禁止などの路線を放棄し、複数政党制の擁護・議会制民主主義の尊重へと転換した。

## 沿革
「共産党」の名称はカール・マルクスの著書『共産党宣言』にさかのぼるが、第一次世界大戦前まで各国のマルクス主義政党は社会党、社会民主党、労働党といった党名を使用していた（あるいは他の社会主義勢力と共にそのような名称の政党に属していた）。なお、当時は「共産主義」と「社会民主主義」はしばしば同意語として使われていた。
正式な政党名としての「共産党」は、第一次世界大戦とロシア革命の過程で、ロシア社会民主労働党左派のボルシェビキが1918年に自らを「ロシア共産党」と改称したことに始まる。大戦後これにならって、各国の社会民主党他の左派が分離して「共産党」を結成するとともに、自らを「共産主義者」「マルクス・レーニン主義者」と規定して、「社会民主主義者」と対置した。以後、国によって事情は異なるものの、多くの国で社会民主主義政党と共産党が左翼政党の二大勢力となった。
各国共産党は当初はコミンテルンのもとで、その支部という形をとっていた。コミンテルン解散後は、基本的に各国の共産党がそれぞれ自立的行動を行っており、第二次世界大戦後は、各国共産党間で激しい路線対立が起こることもあった。
1956年のスターリン批判と、それに続く中ソ対立に影響されて各国共産党から分裂して形成された政党は、しばしば自らの正当性を主張して分裂前の党名をそのまま用いたので、これらの政党を主流派の「共産党」と区別するために、「共産党」に続いてその立場や経緯に応じて「左派」「中国派」「毛沢東主義派」、または指導者や機関紙名等を付した呼称が用いられる。
現在の各国共産党は、マルクス・レーニン主義の一部または全部を放棄したものが多い。特に1980年代末の東欧革命ではハンガリー社会主義労働者党（→ハンガリー社会党）やブルガリア共産党（→ブルガリア社会党）など、共産主義を放棄して社会民主主義政党へと転換した政党もある。社会主義国における政権党は、政治的には一党独裁を堅持しながら経済面では改革開放政策をとる中国共産党をはじめ、政治的な自由を制限しつつも市場経済を導入し経済的な自由化を進めている党が多い。また、共産主義を掲げる労働人民進歩党が政権党となっているキプロスや、共産党が連立与党となっている諸国では、市場経済と複数政党制が堅持されている。
2009年まで政権与党であったモルドバ共和国共産党は、国営企業の民営化など中道右派的な経済政策を執った。エコノミストはモルドバ共産党について、党名は「共産主義」だが実態は中道右派政党と報道している。2011年には、「真の共産党」を標榜してモルドバ共産党が結党されている。

## 各国の共産党
各国、各地域の共産党の一覧は以下である。便宜上、一覧表の「現状」は以下の分類で記載した。
| 現状                   | 内容 |
| ---------------------- | --- |
| 指導政党               | 国家が憲法などで“党の指導性”を規定する党。一党制および事実上の一党独裁であるヘゲモニー政党制を採る。                                                  |
| 与党                   | 複数政党制下で国政与党となっている党。（単独与党や連立与党）                                                                                          |
| 選挙連合による国政与党 | 複数政党制下で、単独擁立候補以外で与党を構成している党。（自党単独では候補を当選させられないために、他党との選挙連合候補として出馬・当選、党籍は維持) |
| 野党                   | 複数政党制下で国政野党となっている党。 |
| 放棄                   | 共産主義を放棄した党。 |
| 国政議席無し           | 国政議席を持たない党。 |
| 消滅                   | 党自体が解党・活動停止・自然消滅した党。 |
| 国・地域                 | 党名                                                                    | 結党年       | 解党年 | 現状                         | 備考 |
| ------------------------ | ----------------------------------------------------------------------- | ------------ | ------ | ---------------------------- | --- |
| 中華人民共和国           | 中国共産党                                                              | 1921         | -      | 指導政党                     | 1949年政権獲得により指導政党（ヘゲモニー政党制）となる。マルクス・レーニン主義および毛沢東主義であったが1978年より徐々に改革開放政策を推進し、1992年に社会主義市場経済を提唱。 |
| ベトナム                 | ベトナム共産党                                                          | 1930         | -      | 指導政党                     | 当初はマルクス・レーニン主義のヘゲモニー政党制、1986年よりドイモイ政策を推進、1988年より一党制（唯一の合法政党だが、共産党外からの国会議員当選者も存在する） |
| ラオス                   | ラオス人民革命党                                                        | 1955         | -      | 指導政党                     | 当初はマルクス・レーニン主義、1986年より「新経済メカニズム」と呼ばれる開放政策を推進。 |
| キューバ                 | キューバ共産党                                                          | 1925         | -      | 指導政党                     | 1959年政権獲得（一党独裁）。1965年党名変更。マルクス・レーニン主義を堅持。中南米で最大の共産党。冷戦終結後の経済開放は限定的。 |
| 朝鮮民主主義人民共和国   | 朝鮮労働党                                                              | 1945         | -      | 指導政党                     | ヘゲモニー政党制。当初はマルクス・レーニン主義、1967年より唯一思想体系として主体思想を強調、2009年憲法で「共産主義」を削除、2010年改正の党規約は「マルクス・レーニン主義の革命的原則を堅持する」のみ言及。2013年に一度最高統治規範とされる「10大原則」から共産主義を削除し、金日成一族による世襲を明記した。2016年「マルクス・レーニン主義の革命的原則の堅持」を復活。 |
| ネパール                 | ネパール共産党(毛沢東主義派中央)                                        | 2008         | -      | 連立与党                     | ネパール共産党(毛沢東主義派中央)は、2008年にネパール共産党毛沢東主義派と人民戦線ネパールが合流して結成された。2018年5月にネパール共産党統一マルクス・レーニン主義派との合併による解散により、ネパール共産党 (2018年)となった。しかし、2021年3月に最高裁が党名を理由に合併を無効とし、ネパール共産党(毛沢東主義派中央)へ戻った。2024年で上院15/59、下院30/275を持ち、多党連立政権の一角をしめている。 |
| ベラルーシ               | ベラルーシ共産党(KPB)                                                   | 1996         | -      | 連立与党                     | ソ連崩壊後の1996年に創設された共産主義政党。アレクサンドル・ルカシェンコ大統領の政権を支持している。 |
| スペイン                 | 選挙連合「ウニダス・ポデモス（ポデモス連合、UP）」内スペイン共産党(PCE) | 1922         | -      | 選挙連合による出馬・連立与党 | 1922年3月に社会労働党から分裂した勢力を中心に、スペイン共産党は結成された。フランコ体制時代は非合法だったが、フランコ死去後の民主化で合法化された。1986年4月から他の左翼諸政党と共に政党連合の「統一左翼」（IU）を結成した。以降は「スペイン共産党」からの候補は出せてない。スペイン共産党は「統一左翼」から候補を出していたが、2016年から ポデモス中心の拡大選挙連合「ウニダス・ポデモス（ポデモス連合、UP）」から候補者を出馬させている。ウニダス・ポデモス所属議員として、サンチェス政権（2018年 - ）には閣外協力していた。2020年1月に発足した社会労働党とポデモス連合の連立政権では、 閣僚22人中ポデモス連合所属の国会議員5人が入閣した。「ポデモス連合」の5人うち2人はスペイン共産党員でもある。 |
| ベネズエラ               | ベネズエラ共産党                                                        | 1931         | -      | 野党                         | ベネズエラの共産主義政党。1999年発足のベネズエラ統一社会党チャベス政権時代（1999年2月2日 – 2013年3月5日）の与党の一つであった。 1998年の選挙では1.25%（81,979）の得票を得た（チャベス陣営の得票総計は3,673,685） 2020年の総選挙にて、国民議会 (ベネズエラ)（定数277）の少数野党となる1議席であった(2024年時点も)。 |
| キプロス                 | 労働人民進歩党                                                          | 1926         | -      | 野党                         | 1926年8月15日設立、2008年の大統領選挙より与党になるも2013年に下野する。2024年時点キプロス国会の15/56議席。 |
| バングラデシュ           | バングラデシュ労働者党                                                  | 1980         | -      | 野党                         | 2008年の総選挙で、アワミ連盟（299議席中230議席獲得。得票率48.06%）と連立し、2議席を獲得した。2018年までアワミ連盟による連立与党に参画していた。2018年12月30日では国民議会（350席）で4議席を獲得した。2024年時点1/350議席。 |
| 日本                     | 日本共産党                                                              | 1922         | -      | 野党                         | 1922年に堺利彦、山川均、荒畑寒村らにより非合法政党として結党。1945年に合法化。1951年より主流派の所感派が武装闘争路線を行ったが、世論の批判浴びて第25回衆議院議員総選挙では候補者全員落選し、衆議院議席喪失。 1955年に国際派が主流派となると、武装闘争路線から敵の出方論へと転換した。ソ連共産党や中国共産党の干渉を受け続けたことでどちらの味方にもならない「自主独立路線を取るようになり、「科学的社会主義(マルクス主義に対する日本共産党呼称)」となった。逆に、親ソ派は日本共産党（日本のこえ）(1964年)など、親中派は日本共産党（左派）(1966年)などを結成した。 |
| ロシア                   | ロシア連邦共産党                                                        | 1993         | -      | 野党                         | ソビエト連邦共産党の後継政党。2024年上院4/178、57/450。野党第1党であるが、与党統一ロシアと同じくプーチン大統領支持政党である。 |
| ブラジル                 | ブラジル共産党（PCdoB）                                                 | 1962         | -      | 野党                         | ブラジル共産党（PCB）のゴラール政権への対応と親ソ連路線をめぐってPCBを除名された勢力が1962年に結成した。1964年3月の軍事クーデターで非合法化され、1985年にPCBと共に合法化された。2003年1月発足のルーラ労働者党政権の与党の一角を占めていた。2024年時点連邦議会下院で6/513、上院0/83。 |
| フランス                 | フランス共産党(PCF)                                                     | 1921         | -      | 野党                         | 1921年にフランス社会党左派（SFIC）から離党した勢力が結成。社会党のミッテラン政権やジョスパン政権では閣僚を送り込んだ。2024年時点上院17/348、下院12/577。 |
| ギリシャ                 | ギリシャ共産党(KKE)                                                     | 1918         | -      | 野党                         | 1918年、ギリシャ社会主義労働者党として結成された。1974年まで非合法化されていた。2024年時点21/300議席。 |
| ポルトガル               | ポルトガル共産党(PCP)                                                   | 1921         | -      | 野党                         | 1974年4月のカーネーション革命まで非合法化されていた。ポルトガル南部の農村地帯に強い支持基盤を有している。2024年時点国会4/230。 |
| モルドバ                 | モルドバ共和国共産党                                                    | 1993         | -      | 野党                         | モルドバの共産主義党。2024年時点8/101議席。 |
| タジキスタン             | タジキスタン共産党                                                      | 1992         | -      | 野党                         | 2024年時点議会で2/61議席。 |
| インド                   | インド共産党                                                            | 1920         | -      | 野党                         | インドの共産主義政党。穏健・右派。左翼戦線に参加している。2024年時点上院2/245、ローク・サバー(下院)に2/543議席。 |
| インド                   | 革命社会党                                                              | 1940         | -      | 野党                         | 現在は西ベンガル州などに地盤を有し、共産党主導の左翼戦線に参加している。2024年時点ローク・サバー(下院)に1/543議席。 |
| インド                   | インド共産党マルクス主義派                                              | 1964         | -      | 野党                         | インドの共産主義政党。急進派・左派。1964年にインド共産党を脱党した急進派が結成した。ケーララ州や西ベンガル州など一部地域では州政府の与党。左翼戦線の最大政党。2024年時点ローク・サバー(下院)に1/543議席。 |
| ネパール                 | ネパール共産党マルクス・レーニン主義派                                  | 1978         | -      | 野党                         | ネパール共産党統一マルクス・レーニン主義派とは別の政党。1991年1月6日に解散し、他の共産主義政党とネパール共産党統一マルクス・レーニン主義派を結党。2024年議席は衆議院78/275、国民議会10/ 59。 |
| ネパール                 | ネパール共産党ユナイテッド派                                            | 2007         | -      | 野党                         | ネパールの共産主義政党。、2017年に毛沢東派（後に統一共産党の統合されネパール共産党）に組み込まれた。統合後は、2024年時点衆議院30/275、国民議会15/59議席を持つ。 |
| ネパール                 | ネパール共産党 (統一派)                                                 | ????         | -      | 野党                         | ネパール共産党ユナイテッド派、ネパール共産党統一マルクス・レーニン主義派とは別の政党。 |
| スリランカ               | スリランカ共産党                                                        | 1943         | -      | 野党                         | スリランカの共産主義政党。2024年時点国会に1/225議席を持つ。 |
| スリランカ               | スリランカ社会主義平等党                                                | 1935         | -      | 野党                         | トロツキー主義政党。2004年の選挙で225議席中105議席を獲得した連立政党統一人民自由連合に参加している。2024年時点国会に1/225議席を持つ。 |
| スリランカ               | スリランカ人民解放戦線                                                  | 1965         | -      | 野党                         | 1965年5月14日にスリランカ共産党から分離。当初は毛沢東主義を掲げる極左組織で、1971年には政府にたいして武装蜂起を起こし、それによって大弾圧を受けた。その後、シンハラ民族主義を前面に押し出すようになった（このため極右視する意見もある）。2024年時点国会に3/225議席持つ。 |
| イスラエル               | イスラエル共産党                                                        | 1965         | -      | 野党                         | イスラエルにおける共産主義政党。通称「マキ」。1965年9月に「ラカー」として結成された。現在は、非シオニズム社会主義政党である「ハダシュ」（平和平等民主戦線）の一員として活動している。2024年時点3/120議席。 |
| パレスチナ               | パレスチナ人民党                                                        | 1982         | -      | 野党                         | パレスチナの共産主義政党。結成時はパレスチナ共産党という名前だった。2006年立法評議会選挙で2議席を獲得。イスラエルのハダシュやその一員であるイスラエル共産党とは共闘関係にある。2024年時点1/132議席を持つ。 |
| デンマーク               | 赤緑連合                                                                | 1989         | -      | 野党                         | 左翼社会党、共産党、社会主義労働党などが1989年に選挙協力のために作った政党連合である。緑の党系ではない。 |
| ウルグアイ               | ウルグアイ共産党                                                        | 1920         | -      | 野党                         | ウルグアイの共産主義政党。2024年時点で下院6/99 、上院2/30の議席を持つ。 |
| チリ                     | チリ共産党(PCCh)                                                        | 1912         | -      | 野党                         | 1912年に結成されたチリ社会主義労働者党が、1922年に党名を改称して結成された政党で、チリ社会党と共に「人民連合」を結成、1970年の大統領選挙で、社会党のアジェンデを当選させ、与党入りした。しかし、1973年のピノチェト将軍によるクーデターで非合法化された。その後、1989年に軍政から民政へ復帰したことで合法化されたものの、国会での議席は無い状態が続いていたが、2009年12月に行われた国会議員選挙でコンセルタシオン・デモクラシア（キリスト教民主党や社会党を中核とする政党連合）と選挙協力を行い、下院で3議席を得た。 2024年時点で下院12/155、上院2/50。 |
| デンマーク               | 社会主義人民党(SF)                                                      | 1959         | -      | 野党                         | 1959年にデンマーク共産党から離党した自主派が結成した環境政党。 |
| イタリア                 | イタリア共産党(PCI)                                                     | 1921         | -      | 放棄                         | 西欧最大の共産主義政党として名を馳せた。1991年2月にマルクス・レーニン主義を放棄し、社会民主主義の左翼民主党に改称。さらにその後、左翼民主主義者を経て、2007年にマルゲリータ（旧キリスト教民主主義穏健派を中心として2002年に結成された政党）と合併して政党名を民主党に改める。 |
| メキシコ                 | 民主革命党                                                              | 1989         | -      | 野党                         | 旧メキシコ共産党の後身。名称変更後は、社会民主主義政党であり、国際組織社会主義インターナショナル加盟政党。2024年時点で下院12/500、上院4/128。 |
| アンゴラ                 | アンゴラ解放人民運動                                                    | 1956         | -      | 放棄                         | 旧アンゴラ人民共和国の支配政党。アンゴラ人民共和国建国後アンゴラ全面独立民族同盟やアンゴラ民族解放戦線と内戦が続いた。 |
| ウズベキスタン           | ウズベキスタン人民民主党                                                | 1991         | -      | 放棄                         | 1991年11月15日にウズベキスタン共産党から社会民主主義と中道左派の政党となった。 |
| → コンゴ共和国           | コンゴ労働党                                                            | 1969         | -      | 放棄                         | 旧コンゴ人民共和国の支配政党。1990年に一党独裁とマルクス・レーニン主義を放棄。社会主義インターナショナルに加盟。 |
| → モザンビーク           | モザンビーク解放戦線                                                    | 1962         | -      | 放棄                         | 旧モザンビーク人民共和国の支配政党。建国後はモザンビーク民族抵抗運動と泥沼の内戦を繰り広げた。1986年にマルクス主義を放棄。社会主義インターナショナルに加盟。 |
| サンマリノ               | サンマリノ共産党                                                        | 1921         | -      | 放棄                         | イタリア共産党にならい、民主主義者党と改称し社会民主主義を標榜している。1992年に一党独裁を放棄し、社会民主主義政党となる。社会主義インターナショナルに加盟。 |
| → モンゴル               | モンゴル人民党                                                          | 1920         | -      | 放棄                         | 旧モンゴル人民共和国の支配政党。1920年結成、1990年に一党独裁を放棄し、社会民主主義政党に衣替えした。2003年に社会主義インターナショナルに加盟。 |
| → カンボジア             | カンボジア人民党                                                        | 1951         | -      | 放棄                         | 旧カンボジア人民共和国の支配政党。カンボジア内戦和解後の1991年にマルクス・レーニン主義を放棄。社会民主主義政党となるが、社会主義インターナショナルには加盟していない。 |
| スウェーデン             | 左翼党                                                                  | 1917         | -      | 放棄                         | 1917年に設立されたスウェーデン共産党を前身とする左派政党。1990年に現在の党名となり、「社会主義とフェミニズムの党」へと変わった。 |
| → イエメン               | イエメン社会党                                                          | 1978         | -      | 野党                         | 旧南イエメン(イエメン人民民主共和国)があった時代は同国の支配政党(指導政党)であり、共産主義を掲げていた。同国はアラブ世界初かつ唯一の社会主義国で、中東やインド洋におけるソビエト連邦の足場だったが、冷戦終結で経済的に行き詰まり、1990年5月22日に北イエメンに統合されて、イエメン共和国の南部となった。統一された後は、党名はそのままに中道左派・社会民主主義政党となり、同主義の国際組織である社会主義インターナショナルに加盟。2024年時点8/301議席。 |
| アルジェリア             | 労働者党                                                                | 1990         | -      | 議席無し                     | アルジェリアのトロツキズム政党。 |
| エジプト                 | エジプト共産党                                                          | 1975         | -      | 議席無し                     | エジプトの共産主義政党。2024年時点で議席無し |
| ボツワナ                 | 国際社会主義機構                                                        | ????         | -      | 議席無し                     | ボツワナのトロツキズム政党。 |
| ジンバブエ               | 国際社会主義機構                                                        | 1990年代初頭 | -      | 議席無し                     | 1990 年代初頭に設立されたジンバブエのトロツキズム政党。 |
| アイルランド             | アイルランド共産党                                                      | 1933         | -      | 議席無し                     | アイルランドにおける小規模の共産主義政党。国会に議席は有しない。 |
| スロバキア               | スロバキア共産党(KSS)                                                   | 1993         | -      | 議席無し                     | スロバキアにおけるチェコスロバキア共産党の後継政党。国会に議席は有しない。 |
| 沿ドニエストル共和国     | 沿ドニエストル共産党(PCP - PCUS)                                        | 2003         | -      | 議席無し                     | 国際的には国家として未承認の沿ドニエストル共和国の共産党。2024年時点議席は0/33。 |
| ブルガリア               | ブルガリア共産党                                                        | 1996         | -      | 議席無し                     | ソ連崩壊後に旧ブルガリア共産党がブルガリア社会党となった後に、1996年に共産主義支持派によって再結成された。議席は有しない。 |
| チェコ                   | ボヘミア・モラビア共産党(KSCM)                                          | 1993         | -      | 議席無し                     | チェコにおけるチェコスロバキア共産党の後継政党。ANO 2011と市民民主党からなるバビシュ政権に閣外協力していた。2021年のチェコ議会選挙で足切り条項である得票率5%に届かず、党史上初の国会議席消失となった。2021年のチェコ議会選挙での党の成績不振を受け、党首は辞任した |
| アルゼンチン             | アルゼンチン共産党                                                      | 1918         | -      | 議席無し                     | 1918年に設立されたアルゼンチンの共産主義政党。1986年の第16回党大会で若年活動家らを中心に「過去の過ち」に対する自己批判・検証の動きが表面化。民主集中制を放棄する内容へと党綱領を見直した。 |
| パラグアイ               | パラグアイ共産党                                                        | 1928         | -      | 議席無し                     | 1928年2月19日に設立。党は国家の軍事政権の間には野蛮に弾圧された。1936年と1946年-1947年の短い期間に合法性を得た。アルフレド・ストロエスネル政権崩壊後は再び合法政党となった。2024年時点でもパラグアイ国会に議席は無い。 |
| ブラジル                 | ブラジル共産党(PCB)                                                     | 1992         | -      | 議席無し                     | 1922年3月に結成された旧PCBがソ連寄りであった。1962年2月に結成されたPCdoBは中国共産党の影響を強く受けていた。旧PCBが1992年1月にマルクス・レーニン主義を放棄し党名を社会人民党(PPS)に改称する方針を提案・採択したことに従わなかった勢力が結成した政党。2024年時点も議席無し。 |
| ニュージーランド         | アオテアロア共産党                                                      | 1993         | -      | 議席無し                     | ニュージーランド共産党が毛沢東主義からトロツキズムに転換したため1993年に分派した。 |
| フィリピン               | フィリピン共産党 (PKP)                                                  | 1930         | -      | 議席無し                     | タガログ語名称により略称され「ソ連派共産党」とも称される。武装闘争を行ったが壊滅した。 |
| フィリピン               | フィリピン共産党 (CPP)                                                  | 1968         | -      | 議席無し                     | 英語名称により略称され「毛派共産党」や「再建共産党」とも称される。軍事組織の新人民軍を指導し武装闘争を続けているため、テロ組織となっている。 |
| ボリビア                 | ボリビア共産党                                                          | 1950         | -      | 議席無し                     | 1980年代にボリビアが民政に復帰すると党は弱体化し、2003年には政党資格を喪失する。2024年時点議席無し。 |
| ブータン                 | ブータン共産党マルクス・レーニン・毛沢東主義派                          | 2003         | -      | 議席無し                     | ブータンの共産主義政党。ブータン政府が2003年に禁止されたが、テロを続けている。 |
| インド                   | インド共産党マルクス・レーニン主義派解放派                              | 1974         | -      | 議席無し                     | インドで活動する毛派政党。かつては武装闘争を行っていたが1992年に合法路線に切り替えた。国会には0議席なものの、2州議会には勢力を有している。2024年時点でビハール州議会の議席12/243 、ジャールカンド州議会の議席 1/81を持つ。 |
| インド                   | インド共産党毛沢東主義派                                                | 2004         | -      | 議席無し                     | インドで活動する極左武装組織。2009年時点の戦闘要員は、約12000。非戦闘要員を含む勢力は、約10万と推定される。治安部隊から奪取した自動小銃・ロケット砲・地雷・手製爆弾を使用する。 |
| ドイツ                   | ドイツ共産党 (DKP)                                                      | 1968         | -      | 議席無し                     | 西ドイツでは、連邦憲法裁判所によってドイツ共産党 (KPD)が憲法違反として解散させられた後、1968年9月に「DKP」として再結党した。ドイツ再統一後は、SEDの後身政党である民主的社会主義党（現在の左翼党の前身）に大半が合流した。連邦議会(ドイツ国会)に議席を有したことはなく、獲得した議席も自治体・州レベルにとどまる。 |
| オーストリア             | オーストリア共産党                                                      | 1918         | -      | 議席無し                     | 1933年に非合法化、第二次世界大戦後に再建。国会に議席は有しない。 |
| イラク                   | イラク共産党                                                            | 1935         | -      | 議席無し                     | イラク王国時代の1935年に結成。フセイン政権に非合法化されたが、その崩壊により公然化。2024年時点で国会にて0/329である。 |
| レバノン                 | レバノン共産党                                                          | 1924         | -      | 議席無し                     | フランスの委任統治時代の1924年に結成。国会に議席は有しない。 |
| アメリカ合衆国           | アメリカ共産党                                                          | 1919         | -      | 議席無し                     | アメリカ合衆国の共産主義政党。1919年9月結成。議席獲得したことは無い。 |
| ロシア                   | 全連邦共産党ボリシェヴィキ                                              | 1991         | -      | 議会無し                     | ロシア連邦および旧ソビエト連邦諸国のマルクス・レーニン主義、反修正主義政党。国会に議席は有しない。 |
| ロシア                   | ロシアの共産主義者                                                      | 2009         | -      | 議席無し                     | 2009年5月23日結党の新しい共産主義政党。マルクス・レーニン主義を掲げる。国会に議席は有しない。 |
| カナダ                   | カナダ共産党                                                            | 1921         | -      | 議席無し                     | カナダの共産主義政党。1921年5月結成。国会に議席は有しない。 |
| オーストラリア           | オーストラリア共産党 (1971-) （en）                                     | 1971         | -      | 議席無し                     | 1971年にオーストラリア社会党( SPA )として設立され、1996年に現在の名前になったオーストラリアの共産主義政党。 |
| モルドバ                 | モルドバ共産党                                                          | 2011         | -      | 議席無し                     | モルドバ共和国共産党が資本主義政党であるとして、Igor Kucherが創設したマルクス・レーニン主義政党。国会に議席は有しない。 |
| イタリア                 | 共産主義再建党                                                          | 1991         | -      | 議席無し                     | イタリア共産党の共産主義の放棄と左翼民主党への党名改称に反対したマルクス・レーニン主義者グループが結成。国会に議席は有しない。 |
| イタリア                 | イタリア共産党 (2016-)                                                  | 1998         | -      | 議席無し                     | 第1次ロマーノ・プローディ内閣への対応を巡って共産主義再建党から脱党したグループがイタリア共産主義党として結成。国会に議席は有しない。2016年にかつてのイタリア共産党の名を襲名。 |
| イタリア                 | 労働者共産党                                                            | 2008         | -      | 議席無し                     | 共産主義再建党を離党した一部のトロツキストが結成。国会に議席は有しない。 |
| イギリス                 | イギリス共産党(CPB)                                                     | 1998         | -      | 議席無し                     | 元CPGBの一部メンバーが結成。国会に議席は有しない。 |
| アルメニア               | アルメニア共産党(1991)                                                  | 1991         | -      | 議席無し                     | ソ連の指導下にあり、1989年11月末の第29回党大会において、ソ連共産党からの自立を宣言したアルメニア共産党(1920年12月31日設立)の別の政党。1991年7月29日に最後のトップがアルメニア民主党へと改組したことに反発した人々によって、「アルメニア共産党の後継政党」として結党された。2024年時点議席無し。 |
| アゼルバイジャン         | アゼルバイジャン共産党                                                  | 1920         | 1991   | 解散                         | ソ連崩壊後の1991年9月16日に解散。 |
| ソビエト連邦             | ソビエト連邦共産党                                                      | 1912         | 1991   | 消滅                         | 旧ソビエト連邦の支配政党（一党独裁）。1912年にボリシェヴィキ結成、1918年にロシア共産党に改称、1952年に正式にソビエト連邦共産党となった。ソビエト連邦の崩壊後の事実上の後継政党はロシア連邦共産党など。 |
| 東ドイツ                 | ドイツ社会主義統一党                                                    | 1946         | 1990   | 消滅                         | 旧ドイツ民主共和国（東ドイツ）の支配政党（一党独裁）。ソ連占領地区のドイツ共産党(KPD)とドイツ社会民主党(SPD)が合併して成立。ベルリンの壁崩壊後の1989年12月に社会主義統一-民主社会党(SED-PDS)、ついで民主社会党(PDS)に改名。2007年にSPDから離党した勢力と合併し左翼党を結成。 |
| ポーランド               | ポーランド統一労働者党                                                  | 1948         | 1990   | 消滅                         | 旧ポーランド人民共和国の支配政党（一党独裁）。後継政党はポーランド共和国社会民主党を経て民主左翼連合。 |
| チェコスロバキア         | チェコスロバキア共産党                                                  | 1921         | 1992   | 消滅                         | 旧チェコスロバキア社会主義共和国の支配政党（一党独裁）。後継政党はボヘミア・モラビア共産党など。 |
| → ハンガリー             | ハンガリー社会主義労働者党                                              | 1918         | 1989   | 消滅                         | 1918年に結成されたハンガリー共産党を前身とする旧ハンガリー人民共和国の支配政党（一党独裁）。1989年に一党独裁、共産主義を放棄し社会民主主義政党のハンガリー社会党に改組。 |
| ユーゴスラビア           | ユーゴスラビア共産主義者同盟                                            | 1919         | 1990   | 消滅                         | 旧ユーゴスラビア社会主義連邦共和国の支配政党（一党独裁）。後継政党はセルビア社会党など。 |
| ブルガリア               | ブルガリア共産党                                                        | 1919         | 1990   | 消滅                         | 旧ブルガリア人民共和国の支配政党（一党独裁）。後継政党はブルガリア社会党など。 |
| ルーマニア               | ルーマニア共産党                                                        | 1945         | 1989   | 消滅                         | 旧ルーマニア社会主義共和国の支配政党（一党独裁）。 |
| アルバニア               | アルバニア労働党                                                        | 1941         | 1991   | 消滅                         | 旧アルバニア社会主義人民共和国の支配政党（一党独裁）。後継政党はアルバニア社会党。 |
| ソマリア                 | ソマリ社会主義革命党                                                    | 1976         | 1991   | 消滅                         | ソマリア民主共和国のかつての支配政党。 |
| エチオピア人民民主共和国 | エチオピア労働者党                                                      | 1984         | 1991   | 消滅                         | メンギスツ・ハイレ・マリアムが創設した、エチオピア労働者党設立準備委員会(COPWE)が前身の旧エチオピア人民民主共和国の支配政党。エチオピア人民革命民主戦線（EPRDF）が率いる反政府運動によって非合法化され、消滅。 |
| ドイツ国                 | ドイツ共産党 (KPD)                                                      | 1919         | -      | 解散                         | 1919年、独立社会民主党の左派であったスパルタクス団を母体として結成される。ヴァイマル共和政時代は第3党の地位を占めたこともあったが、ナチス政権の成立により、1933年に活動を禁止される。第二次大戦後、ソ連占領地区では社会民主党と合併して東ドイツの支配政党ドイツ社会主義統一党(SED)となる。旧西ドイツでは1956年に連邦憲法裁判所によって憲法違反として禁止された。1968年9月、一部の党員によってドイツ共産党 (DKP)が結成された。 |
| ベナン                   | ベナン人民革命党                                                        | 1975         | 1990   | 消滅                         | マチュー・ケレクが創設した社会主義政党。1989年にマルクス・レーニン主義を放棄し、1990年に消滅。 |
| ペルー                   | センデロ・ルミノソ                                                      | 1970         | -      | 停止                         | 1970年、ペルー共産党中国派からアビマエル・グスマン率いる毛沢東思想を標榜する分派が分かれ、彼らによって結成された。2018年6月9日に活動停止。 |
| カザフスタン             | カザフスタン共産党                                                      | 1993         | 2015   | 解散                         | ソ連崩壊後に共産主義者による共産党復活の動きで結成された党。2015年9月4日に禁止され、解散となった。 |
| 日本                     | 台湾共産党                                                              | 1928         | 1931   | 消滅                         | 1928年に「日本共産党台湾民族支部」として設立。1931年活動停止。2008年結党の台湾共産党とは無関係。 |
| 日本                     | 朝鮮共産党                                                              | 1925         | 1928   | 消滅                         | 1925年ソウルで結成。民族独立運動の高まりの中、民族主義者との共闘を模索するも1928年コミンテルンの承認を取り消された。戦後再建されるも、主導権争いが勃発した。その後に新たに結成された北朝鮮労働党と南朝鮮労働党が合同し、朝鮮労働党を結成した。 |
| インドネシア             | インドネシア共産党                                                      | 1914         | 1965   | 消滅                         | 前身は東インド共産党。1965年、9月30日事件を機に徹底的な弾圧を受け指導部が壊滅、非合法化。 |
| 日本                     | 日本共産党（日本のこえ）                                                | 1964         | 1979   | 消滅                         | 1964年に日本共産党を除名された親ソ連派が結成。通称「こえ派」。日本共産党を名乗る諸党派の中では代々木派以外で唯一国会に議席を持っていた（改選時に全員落選）。1968年に「日本のこえ」に改称した。後に自然消滅。共闘関係にあった構造改革派の民学同は分裂し現存。 |
| タイ                     | タイ国共産党                                                            | 1930         | 1987   | 消滅                         | 1942年政党として成立。1952年以降非合法化。1980年代に全党員に特赦。1990年以降活動が報告されていない。 |
| ボリビア                 | ボリビア共産党 (マルクス・レーニン主義)(PCB-ML)                         | 1965         | ????   | 解体滅                       | 1965年にボリビア共産党内部の親中華人民共和国の分派グループとして出現し、1978年PCB-MLは民間組織革命的左翼戦線(FRI、革命左翼戦線)という他政党も左翼政党を結成した。1983年、党は毛沢東主義を放棄し、ホッジャ主義を受け入れた。その後に、PCB-MLは解体されたが、FRIは活動を続けた。2020年の選挙で3人のFRI議員が当選した。 |
| オーストラリア           | オーストラリア共産党 （en）                                             | 1920         | 1991   | 解散                         | 1920年に結党したオーストラリアの共産主義政党。1963年親中国派のグループが党を離脱。1971年親ソ連派グループが党を離脱後も党勢の衰えは止まらず、1991年にオーストラリア共産党は解散。 |
| アフガニスタン           | アフガニスタン人民民主党                                                | 1965         | 1992   | 消滅                         | 旧アフガニスタン民主共和国の支配政党。ムジャーヒディーンの抵抗が原因で政権が崩壊。 |
| 民主カンプチア           | カンプチア共産党                                                        | 1951         | 1981   | 消滅                         | 民主カンプチア の支配政党。毛沢東主義に基づき強引に原始共産制社会を目指した。ジェノサイド政権として悪名高い。 |
| ネパール                 | 人民戦線ネパール                                                        | 2002         | 2009   | 消滅                         | 2006年の民主化運動（ロクタントラ・アンドラン）の間、7党連合に参加。ギャネンドラ国王の独裁体制を打倒した後、人民戦線ネパールは分裂した。 |
| ボツワナ                 | マルクス、エンゲルス、レーニン、スターリン運動                          | 1984         | 2013   | 消滅                         | ボツワナの政党。2004年総選挙では、得票率0.29パーセントで議席を得るには至らなかった。2013年に中道左派のボツワナ会議党に合併された。 |
| ウクライナ               | ウクライナ共産党                                                        | 1993         | 2015   | 解散                         | 1918年ロシア共産党（のちのソビエト連邦共産党）の一派として成立。ウクライナ独立後一旦は禁止されるが、1993年復活。2012年ウクライナ最高議会選挙後地域党を中心とする連立政権に参加。2015年12月に裁判所から解散命令を受ける。 |
| スコットランド           | スコットランド共産党                                                    | 1992         | 2018   | 解散                         | スコットランドの共産主義政党。1991年のイギリス共産党の解党を不服とするスコットランドの同党員などが結党に関わった。1992年1月に結党し、2018年頃に解散。 |

## 備考
- 共産党が政治権力を独占している国において、単に「党」と言えば当該共産党を指す場合が多い[要出典]。